# Дніпровський Павло Васильович
Павло Васильович Дніпровський (1899, село Пелюхівка, тепер Прилуцького району Чернігівської області — ?) — радянський діяч, учасник партизанського руху, секретар Чернігівського обласного комітету КП(б)У, професор Київського інституту інженерів цивільної авіації.

## Життєпис
Член ВКП(б).
У 1940—1941 роках — працівник Чернівецького обласного комітету КП(б)У.
Учасник партизанського руху в період окупації українських земель німецькими військами 1941—1943 років. З листопада 1941 по вересень 1943 року — редактор підпільної партизанської типографії в Чернігівсько-Волинському партизанському з'єднанні під командуванням Олексія Федорова. Також був редактором чернігівської обласної газети і газети підпільного ЦК КП(б)У.
У вересні 1943 — 5 листопада 1947 року — секретар Чернігівського обласного комітету КП(б)У із пропаганди і агітації.
Подальша доля невідома.
На 1970 рік — професор Київського інституту інженерів цивільної авіації.
На 1985 рік — персональний пенсіонер.

## Звання
- старший політрук

## Нагороди
- орден Вітчизняної війни ІІ ст. (6.04.1985)
- орден Червоної Зірки (7.03.1943)
- орден «Знак Пошани» (23.01.1948)
- медалі
- Почесна грамота Аерофлоту